# Apeadeiro de Moimenta-Alcafache
O apeadeiro de Moimenta - Alcafache, originalmente conhecido apenas como de Alcafache, é uma interface da Linha da Beira Alta, que serve as localidades de Alcafache e Moimenta de Maceira Dão, no distrito de Viseu, em Portugal.

## Descrição

### Localização e acessos
Tem acesso pela Rua da Estação, junto à localidade de Moimenta de Maceira Dão.
Esta interface é servida por uma carreira da Mobi Viseu Dão Lafões, serviço introduzido em 2025, substituindo duas carreiras da Marques.

### Infraestrutura

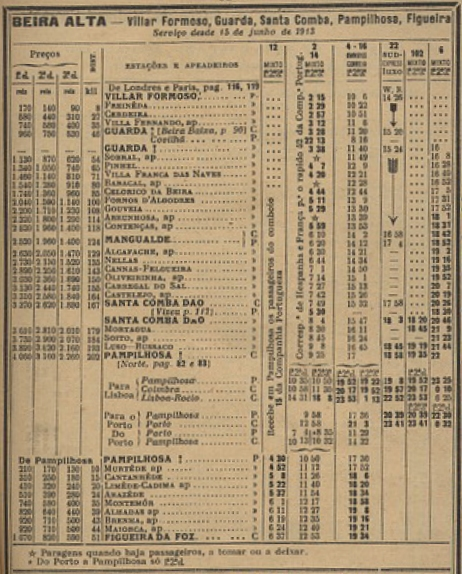
Horário da Linha da Beira Alta em 1913, onde este apeadeiro aparece como Alcafache.

Como apeadeiro numa linha de via única, esta interface tem uma só plataforma, que tem 100 m de comprimento e 76 cm de altura. O edifício de passageiros situa-se do lado noroeste da via (lado esquerdo do sentido ascendente, a Vilar Formoso).

## História
A Linha da Beira Alta foi aberta à exploração em 1 de Julho de 1882, pela Companhia dos Caminhos de Ferro Portugueses da Beira Alta. Não constava entre as estações e apeadeiros existentes na linha à data de inauguração, porém, tendo este interface sido criado posteriormente. Originalmente possuía a categoria de paragem, tendo sido promovido a apeadeiro com a construção de um edifício, durante a direcção de Luís Ferreira da Silva Viana na Companhia da Beira Alta, nos primeiros anos do Século XX. Nos horários de Junho de 1913, surge com a categoria de apeadeiro.
Em 1932, foi instalada uma báscula de trinta toneladas, e em 1934, foi construída uma vedação no lado esquerdo da via, com cerca de duzentos metros de comprimento e duas cancelas de acesso. Em 1939, a linha do cais foi ampliada com mais uma linha de saco, o cais descoberto foi prolongado em dez metros, e foram substituídos o gabarito de carga e a báscula. Em 1940, Alcafache ficou em vigésimo lugar num concurso dos jardins na Linha da Beira Alta, organizado pela companhia, e nesse ano, foram feitas grandes obras de reparação no edifício. Em 1946, foi assinada a escritura de transferência da Linha da Beira Alta para a Companhia dos Caminhos de Ferro Portugueses, que começou a explorar a linha em 1 de Janeiro de 1947.
Entre Março de 1970 e Maio de 1971, esta interface (ainda denominada apenas de Alcafache) foi elevada de apeadeiro a estação, tendo sido acrescentada uma segunda via de circulação, do lado sudeste da linha (via de resguardo preexistente prolongada, com novo A.P.V. acrescentado ao PK 123+975, a noroeste da estação), e eliminada a passagem de nível contígua ao edifício da estação, ao PK 123+932.
Manteve-se com a classificação de estação até pelo menos 1988, surgindo já como apeadeiro em 2011; a eliminção da segunda via de circulação necessariamente precedeu esta despromoção, ou com ela coincidiu.

### Desastre Ferroviário de Moimenta-Alcafache
Em 11 de Setembro de 1985, dois comboios colidiram junto a Alcafache, provocando mais de 120 mortos.